# Syntetiske domme
Syntetiske domme er inden for filosofien argumenter, der modsat analytiske domme ikke er sande blot som følge af deres ordlyd. Det er dog omstridt, hvorvidt syntetiske domme kun kan vurderes a posteriori eller disse også kan være a priori. I følge de logiske positivister kunne syntetiske domme kun vurderes a posteriori, men heri var de uenige med blandt andre Immanuel Kant.
Begrebet blev opfundet af filosoffen David Hume i "A Treatise of Human Nature"
Syntetiske domme er udsagn, hvor prædikatet om P ikke er indeholdt i begrebet om P. Fx Alle svaner er hvide. Det ligger ikke i begrebet om en svane, at den er hvid. Man har eksempelvis opdaget sorte svaner i Australien. (Obs. Dette eksempel er hentet fra Karl Popper).
| filosofi | Spire Denne filosofiartikel er en spire som bør udbygges. Du er velkommen til at hjælpe Wikipedia ved at udvide den. |